# 富水站 (日本)

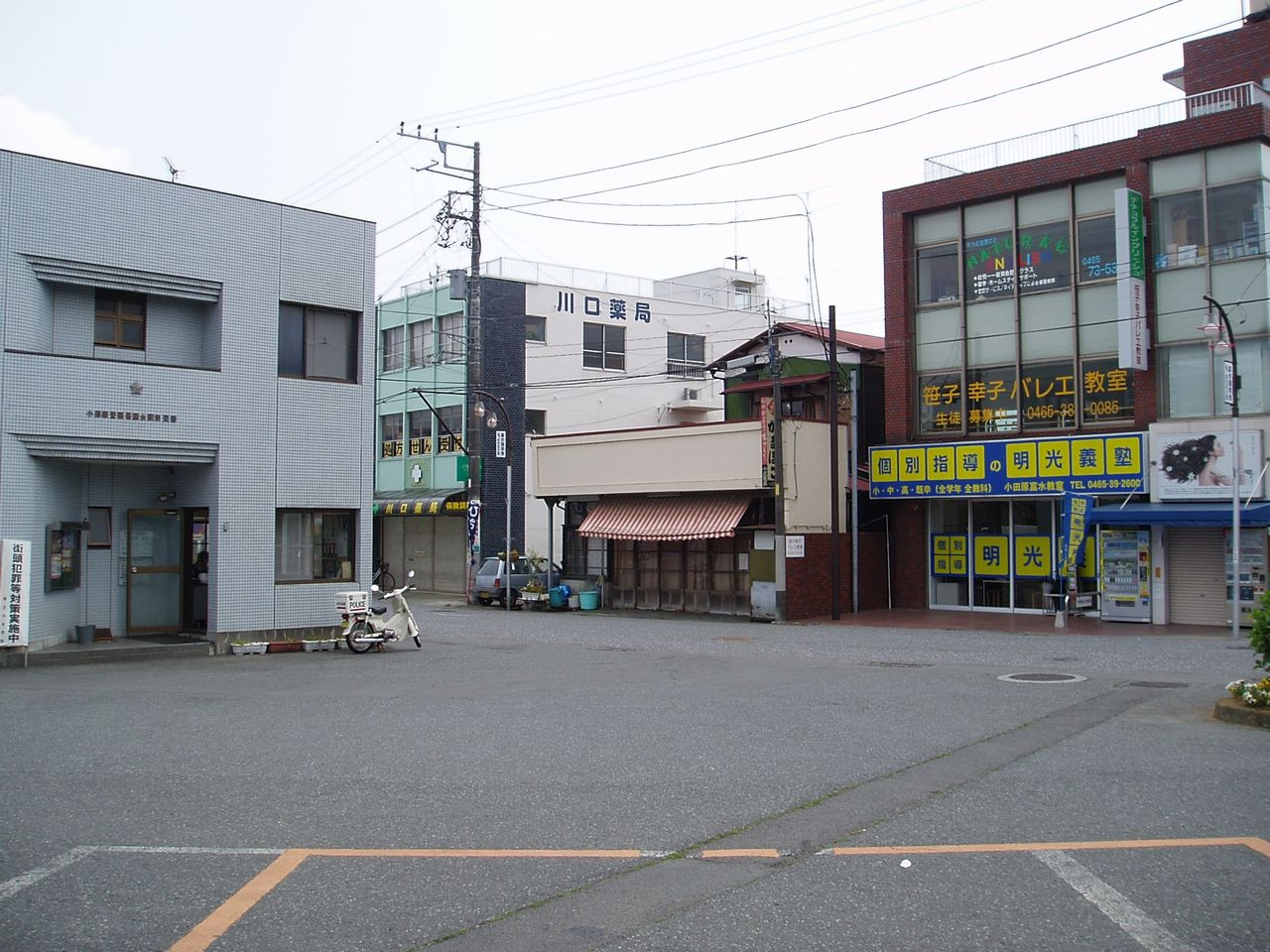
東口站前廣場（2008年4月）

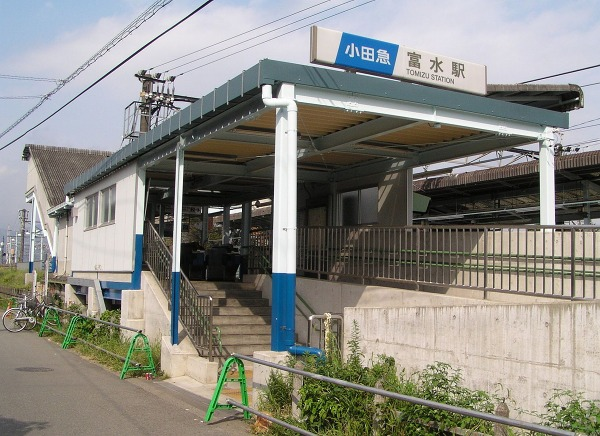
西口（2006年10月）

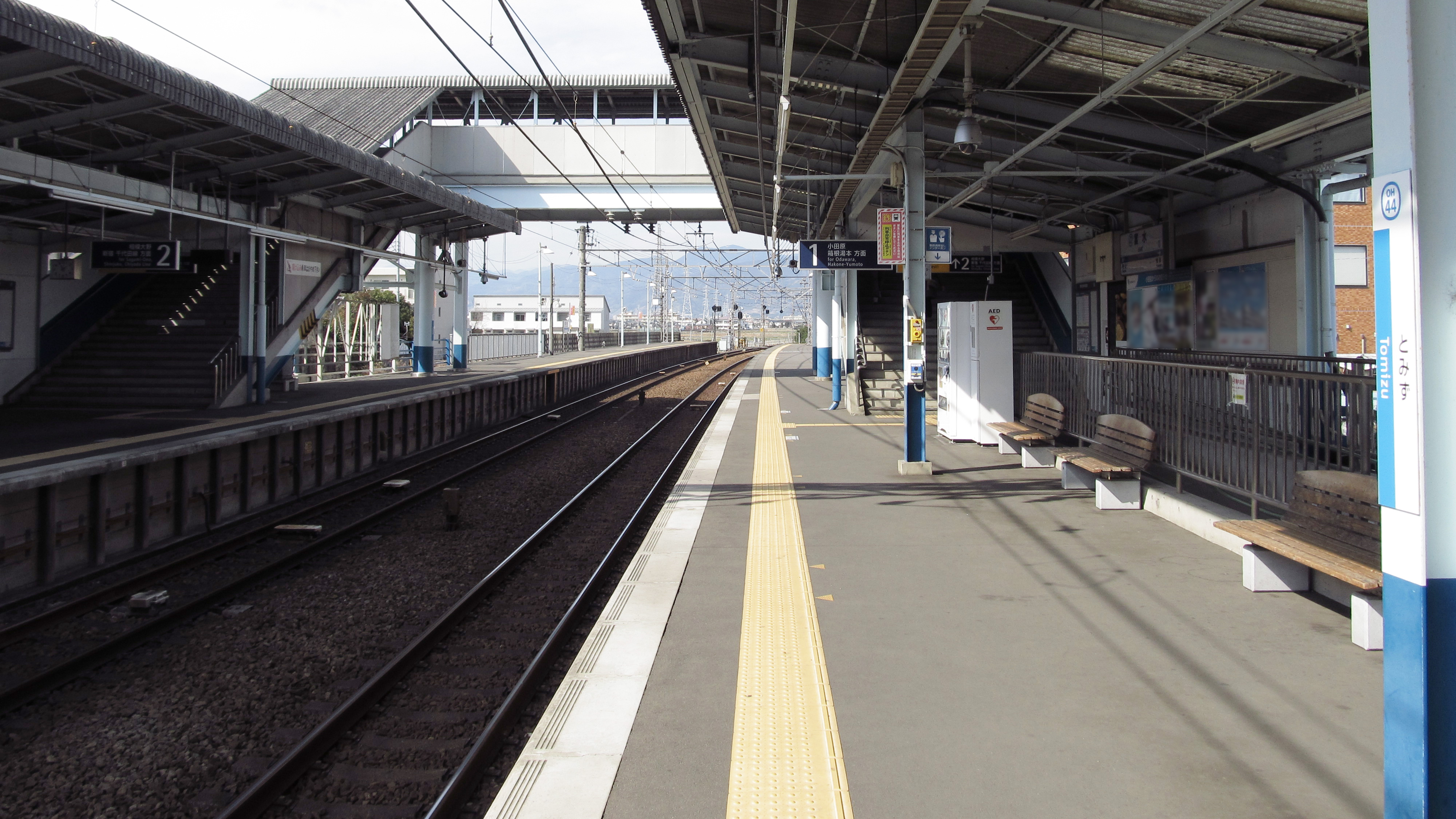
站內（2014年3月4日）

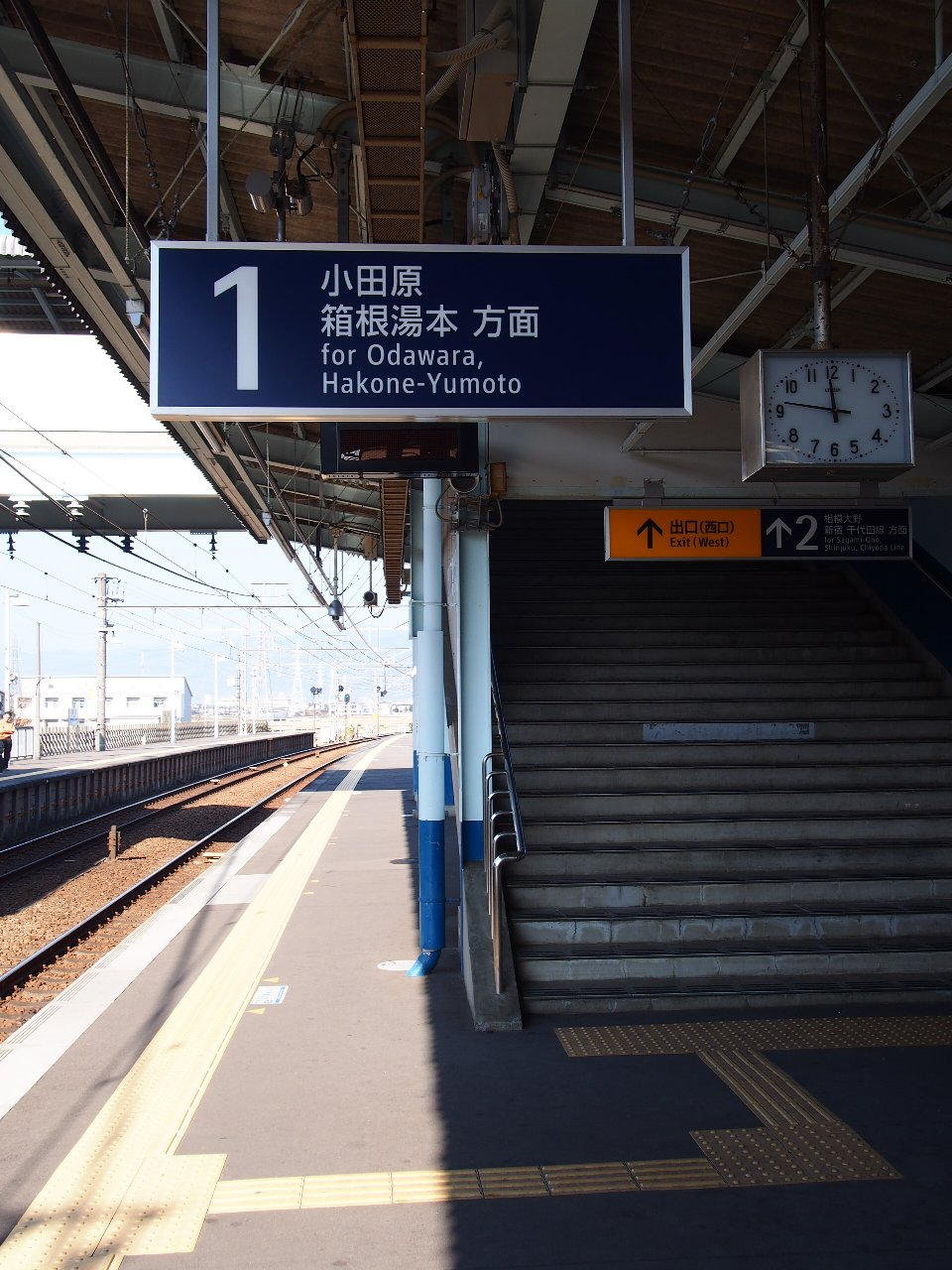
1號月台往新松田方向。（2014年12月）

富水站（日语：／ Tomizu eki */?）是一個位於神奈川縣小田原市堀之內，屬於小田急電鐵小田原線的鐵路車站。車站編號是OH 44。

## 歴史
- 1927年（昭和2年）4月1日 - 開業。「直通」班次停靠站。
- 1945年（昭和20年）6月 - 各站停車延伸至全線，本站為其停靠站。同時廢止「直通」班次。
- 1946年（昭和21年）10月1日 - 新增準急班次，本站為其停靠站。
- 1960年（昭和35年）3月25日 - 新增通勤準急班次，本站為其停靠站。
- 1964年（昭和39年）11月5日 - 廢止通勤準急。
- 1983年（昭和58年）3月22日 - 增停部分急行班次。
- 2008年（平成20年）3月15日 - 「準急」不再駛入新松田以西，本站不再停靠「準急」。
- 2018年（平成30年）3月17日 - 小田原至本厚木各站停車的急行列車改在新松田變更車種為各站停車，本站不再有急行停靠[2]。另外，停靠本站的列車不直通箱根登山線。

### 站名由來
此地因有許多利用酒匂川與狩川水源的水道與湧清水，富含水源因而稱為「富水」。

## 車站構造
本站是側式月台2面2線地面車站。東西兩月台皆有剪票口，月台間有天橋連結。西口全日、東口部分時段無站員。另外，包含本站在內的新松田～小田原間中途5站的月台有效長度為120公尺（20公尺車輛6組），不停靠10輛編組的急行。
週六日小田原7:54發車往相模大野與21:40發車往本厚木的6輛編組急行班次不停靠本站。
月台從東側起為1號月台。
| 月台 | 路線     | 方向 | 目的地                       |
| ---- | -------- | ---- | ---------------------------- |
| 1    | 小田原線 | 下行 | 小田原、箱根湯本方向         |
| 2    | 小田原線 | 上行 | 相模大野、新宿、千代田線方向 |

## 利用狀況
2017年度1日平均上下車人次為6,849人。小田急線全70站中名列66位。
近年上下車人次、上車人次變化如下表。
| 年度               | 1日平均 上下車人次 | 1日平均 上車人次 | 來源     |
| ------------------ | ------------------ | ---------------- | -------- |
| 1995年（平成07年） |                    | 3,578            | [ * 1 ]  |
| 1998年（平成10年） |                    | 3,472            | [ * 2 ]  |
| 1999年（平成11年） |                    | 3,399            | [ * 3 ]  |
| 2000年（平成12年） |                    | 3,355            | [ * 3 ]  |
| 2001年（平成13年） |                    | 3,291            | [ * 4 ]  |
| 2002年（平成14年） |                    | 3,275            | [ * 5 ]  |
| 2003年（平成15年） | 6,324              | 3,214            | [ * 6 ]  |
| 2004年（平成16年） | 6,554              | 3,286            | [ * 7 ]  |
| 2005年（平成17年） | 6,664              | 3,336            | [ * 8 ]  |
| 2006年（平成18年） | 6,812              | 3,401            | [ * 9 ]  |
| 2007年（平成19年） | 6,840              | 3,420            | [ * 10 ] |
| 2008年（平成20年） | 7,003              | 3,501            | [ * 11 ] |
| 2009年（平成21年） | 6,910              | 3,442            | [ * 12 ] |
| 2010年（平成22年） | 6,711              | 3,344            | [ * 13 ] |
| 2011年（平成23年） | 6,671              | 3,326            | [ * 14 ] |
| 2012年（平成24年） | 6,865              | 3,417            | [ * 15 ] |
| 2013年（平成25年） | 6,966              | 3,468            | [ * 16 ] |
| 2014年（平成26年） | 6,816              | 3,399            | [ * 17 ] |
| 2015年（平成27年） | 6,899              | 3,445            | [ * 18 ] |
| 2016年（平成28年） | 6,850              | 3,419            | [ * 19 ] |
| 2017年（平成29年） | 6,849              |                  |          |

## 車站周邊
- 小田原市役所櫻井窗口櫃台
- 城北市鎮中心泉住民窗口（城北タウンセンターいずみ住民窓口）
- 二宮尊德（二宮金次郎）出生地
- 尊德紀念館
- 鐵心齋文庫·伊勢物語文華館（日语：鉄心斎文庫・伊勢物語文華館）
- 小田原富水郵便局
- DNP IMS小田原
- Beavertozan（日语：ビーバートザン）富水店
- 小田原市綜合文化體育館·小田原體育館（日语：小田原アリーナ）
- 伊豆箱根鐵道大雄山線相模沼田站

### 巴士路線
車站附近有巴士站，但班次不多。
- 富水站入口
  - 關本（大雄山站） - 塚原 - 狩川橋、小田原站東口（箱根登山巴士）※平日2班
- DNP前
  - 小田原站東口 - 栢山站（箱根登山巴士）
  - 栢山站 - Dynacity（日语：ダイナシティ (ショッピングセンター)） - Korona World（日语：コロナグループ）（箱根登山巴士）

## 其他
- 樂團「生物股長」的出道單曲《SAKURA》的音樂錄影帶是在本站東口拍攝。
- 2008年富士電視台電視劇《CHANGE》第1集部分場景在本站拍攝。

## 相鄰車站
小田急電鐵
 小田原線

■快速急行、■急行
通過
■各站停車
栢山（OH 43）－富水（OH 44）－螢田（OH 45）

## 外部連結
- 富水 - 小田急電鐵